# ConsenSys
ConsenSys（コンセンシス）とは、イーサリアムを専門に扱うブロックチェーンソフトウェア技術企業。
ニューヨークのブルックリンに本社を置く。
企業や開発者等に向け、次世代アプリの開発や金融インフラの構築、分散型のWebサービスに関する事業を行なう。

## 歴史
- 2014年10月：Ethereumブロックチェーン上で動作する分散型ソフトウェアサービスおよびアプリケーションを開発するソフトウェアファウンドリとしてJoseph Lubinによって設立された[4][5]。
- 2016年9月：イーサリアム系暗号通貨のウォレットであるMetaMaskをリリースする[6]。
- 2017年4月：ConsenSysは予測市場プロジェクト「Gnosis」を支援し、またICOではGNOトークンを開始わずか10分で完売し、13億円の資金を調達する[7]。
- 2017年9月：ConsenSysが運営する電力配電システム「Grid+（グリッド・プラス）」は、ICOでGRIDトークンを一般に販売し、公開トークンセールで2900万ドルを調達する[8][9]。
- 2018年5月：Amazon Web Servicesと提携をし、ブロックチェーンサービスである「Kaleido」 を発表する[10]。
- 2018年9月21日：ConsenSysが運営する電力配電システム「Grid+（グリッド・プラス）」は、再生可能エネルギーをイーサリアムメインネット上の米国消費者に提供し始める事を発表する[11]。
- 2018年10月：暗号通貨を使用してジャーナリズムを救う事を目指す「Civil Media」はICOでCVLトークンを販売し、180万ドルを調達する[12]。しかし、後にConsenSysがCVLトークンの最大の買い手で、販売されたCVLトークンの80％を購入したことが明らかになる[13]。2020年には閉鎖に至る[14]。
- 2018年12月：資本とするEthereumの価格下落を主要因として大規模なリストラを実施[15]。200人のスタッフのうち13％のリストラを発表した[16][17]。
- 2020年2月：注力分野をシフトさせる事を目的に14％の人員削減を発表する[18][19][20]。
- 2020年8月：JPMorgan Chase & Co.からQuorumを買収し、新たに「ConsenSys Quorum」チェーンを立ち上げる事を発表[21][22][22]。
- 2021年3月30日：NFTプラットフォーム「Palm NFT Studio」の立ち上げを発表する[23]。
- 2021年4月13日：マスターカードやJPモルガン等から6,500万ドル（約70億円）の資金調達が完了する[3]。
- 2021年11月、Animoca Brands、Coinbase Ventures、HSBCなどから2億ドルを調達する[24][25]。
- 2021年12月16日：マスターカード（Mastercard）と共同で、ソフトウェアソリューション「ConsenSys Rollups」を開発したことを発表する。イーサリアム仮想マシン（EVM）と互換性のあるブロックチェーンで利用し、処理能力とプライバシーの向上を目指す[26][27]。

## 製品

### MetaMask
MetaMaskは、暗号通貨やトークンの保管や送金、Ethereumブロックチェーン上に構築された分散型アプリケーションへのアクセスやインタラクションを可能にするEthereumウォレットであり、ブラウザの拡張機能やモバイルアプリを通じて無料で利用が可能である。

### Infra
Infuraは、アプリや開発者がEthereumブロックチェーンからデータを取得し、トランザクションをブロードキャストするためのブロックチェーンノードインフラストラクチャサービスである。Infuraのネットワークは、MetaMaskをはじめ、ConsenSysとは関係のない多くのEthereum関連のサービスおよびアプリケーションのバックエンドとして利用されている。

### Quorum
Quorumはイーサリアムを基盤としたブロックチェーンで、取引の秘密保持機能やネットワークへのアクセス制御など、エンタープライズが使う際に利便性の高い機能が追加された許可型のブロックチェーン製品。

### Truffle
TruffleはEthereumアプリケーション開発におけるフレームワークである。利用する事で、イーサリアムでのスマートコントラクトの開発が容易になる。

### Codefi
Codefiは金融機関向けブロックチェーンオペレーティングシステムである。その中にEthereum2.0に対応した金融機関向けのステーキング支援サービスがある。

### Diligence
Diligenceはイーサリアムのスマートコントラクト監査を行なっているコンセンシス内部のチーム。